# Apfeltrach
Apfeltrach é um município da Alemanha, situado no distrito da Baixa Algóvia, no estado da Baviera. Tem 15,03 km² de área, e sua população em 2019 foi estimada em 950 habitantes.